# 加拿大食品檢驗局
加拿大食品檢驗局（英語：Canadian Food Inspection Agency，CFIA）是加拿大的食品及动植物安全的监管机构。机构成立于1997年4月，目的是整合加拿大農業及農業食品部、加拿大漁業及海洋部及加拿大衛生部等三个联邦政府部门的相关监管功能。